# فلم 43
فيلم 43 (بالإنجليزية: Movie 43) هو فيلم حركة تم إنتاجه في الولايات المتحدة وصدر في سنة 2013. الفيلم من إخراج ويل غراهام وإليزابيث بانكس وكتابة ويل غراهام وبوب أودينكيرك. وهو من إنتاج تشارلز ويسلير، قام بكتابته كلٌ من جيرمي سوسينكو وباتريك فورسبرغ.
تلقى الفيلم إنقاداً شديداً من النقاد ومعظمهم وصفوه بأنه واحد من أسوء الأفلام التي صنعت.

## طاقم التمثيل
الفيلم به عدد كبير من الممثلين:
- إليزابيث بانكس
- ايما ستون
- كريستين بيل
- أنا فارس
- ليزلي بيب
- جيمي بينيت
- كيت بوسورث
- جيرارد بتلر
- كيران كولكن
- ماندفي آسيف
- جوش دوهاميل
- ريتشارد جير
- هيو جاكمان
- جوني نوكسفيل
- بيت ليتليفورد
- جوستين لونغ
- سكريبر
- توني شلهوب
- أوما ثورمان
- باتريك واربرتون
- نعومي واتس
- شون ويليام
- كيت وينسلت
- جايسون سوديكيز
- جون هودغمن
- مكبرايير جاك
- جيريمي الين
- كريستينا لينارت
- كريس برات
- مارتن كلبا
- بوبي كانفال

## الميزانية والإيرادات
بلغت تكلفة إنتاج الفيلم حوالي 6 ملايين دولار بينما حقق أرباحا تقدر بـ 32.4 مليون دولار.

## وصلات خارجية
- مقالات تستعمل روابط فنية بلا صلة مع ويكي بيانات